# 폴더모형
폴더모형(네덜란드어: poldermodel)은 1980년대와 1990년대에 네덜란드판의 합의 기반의 경제사회적 정책 결정에 기반을 둔 합의 의사결정 방식이다. 이 이름은 네덜란드어 폴더(polder)에서 기원한다.

## 역사적 배경
폴더모형의 정확한 역사적 배경에 관한 일치된 견해는 없다. 한 이론은 제2차 세계 대전 이후 네덜란드의 재건이다. 둘째 이론은 네덜란드의 국제 무역에 대한 의존성이다. 셋째 이론은 네덜란드의 많은 부분이 폴더로 되어 있어서 꾸준한 제방 펌프 작업과 유지보수가 필요하다는 네덜란드의 고유한 부분이다.